# Francisco Ruiz de Castro Portugal
 (juin 2022).
Francisco Ruiz de Castro Portugal (Madrid, 1579 - Sahagún, 1637) est un noble et un homme d'état espagnol, VIIIe comte de Lemos et autres titres, qui a occupé les charges de vice-roi de Naples et vice-roi de Sicile. En Italie, il est connu par ses titres locaux de comte de Castro et duc consort de Taurisano (à Naples, avec caractère jure uxoris).

## Biographie
Né à Monforte de Lemos, deuxième fils de Fernando Ruiz de Castro Andrade y Portugal, VIe comte de Lemos, et de Catalina de Zúñiga, fille de Francisco de Sandoval y Rojas, Ier duc de Lerma. Il a été baptisé dans l'église de San Ginés de Madrid le 25 mai 1579.
Il se marie à Naples en 1610 avec Lucrezia Gattinara di Legnano, VIe comtesse de Castro, duchesse de Taurisano, baronne de la Motta d’Agata, héritière du comté de Castro, et petite-fille du cardinal Gattinara, grand chancelier de Charles Ier d'Espagne.,
Il est ambassadeur à Rome entre 1609 et 1615. À la mort de son frère aîné Pedro Fernández de Castro y Andrade en 1616 il devient vice-roi de Sicile, il hérite par la même occasion des titres de noblesse du défunt, devenant ainsi VIIIe comte de Lemos, Ve marquis de Sarriá, VIIe comte de Villalba et VIe comte d'Andrade en Espagne.
En 1629, il renonce à ses titres et à ses biens et se retire comme frère de l'ordre de Saint-Benoît, sous le nom de Fray Agustín de Castro, au monastère de San Benito de Sahagún, où il meurt en 1637, enterré à Monforte de Lemos.